# Heliconia laxa
Heliconia laxa är en enhjärtbladig växtart som beskrevs av Abalo och G.Morales. Heliconia laxa ingår i släktet Heliconia och familjen Heliconiaceae. Inga underarter finns listade.